# なんかヘンな気…
『なんかヘンな気…』(なんかヘンなき)は、森山塔による日本の成人向け漫画作品。フランス書院『コミック文庫』より単行本が出版された。

## 収録
- シェルタープラン'85
- 明日なき暴走
- 情熱
- 愛具の檻から
- セムイの日
- さまよえる魂
- 燃えよ剣
- 大森林のおかず
- デマコーヴァ・I
- デマコーヴァ・II
- デマコーヴァ・III

## 単行本
全1巻 。
- 1988年9月30日発行 ISBN 4-82967-067-3